# Karl Ludwig Hencke
| 5 Astraea | 1845. december 8. |
| 6 Hebe    | 1847. július 1.   |

Karl Ludwig Hencke (1793. április 8. – 1866. szeptember 21.) német amatőrcsillagász. Néha együttműködött egy másik neves német csillagásszal, Johann Franz Encke-vel.
Hencke 1793. április 8-án született a lengyelországi Driesenben ( mai nevén: Drezdenko). A Porosz Királyság számára jelentkezett önkéntesnek, a 6. koalíció elleni háborúba, de Lützennél megsebesült. Attól kezdve különféle helyeken szolgált, mint postás, majd végül a posta főnöke is lett. Nyugdíjazása után szülőföldjén élt, ahol a városi bíró szerepét töltötte be.
Két kisbolygót fedezett fel a saját obeszervatóriumából. Csillagtérképeit összehasonlította a távcsövén által látott éggel, és így próbált ismeretlen objektumokat felfedezni. Az első az 5 Astraea volt, ami igen fontos felfedezésnek bizonyult, hiszen a 4 Vesta 1807-es felfedezése óta igen hosszú idő telt el. Azért is volt komoly felfedezés, mert sok csillagász úgy vélte, hogy a már felfedezett 4 kisbolygó az összes, ezért le is álltak továbbiak keresésével. Akárhogyan is, Hencke nem adta fel és tovább keresgélt az 1830-as években. A siker nem is maradt el, felfedezte a ma 6 Hebe néven ismert kisbolygót. Ezenkívül sok energiát ölt a csillagtérképek pontosításába. 1866-ban halt meg Marienwerderben (ma Kwidzyn).
2005 Hencke az ő tiszteletére elnevezett kisbolygó.

## Fordítás
- Ez a szócikk részben vagy egészben  a   Karl Ludwig Hencke című angol Wikipédia-szócikk fordításán alapul.  Az eredeti cikk szerkesztőit annak laptörténete sorolja fel. Ez a jelzés csupán a megfogalmazás eredetét és a szerzői jogokat jelzi, nem szolgál a cikkben szereplő információk forrásmegjelöléseként.